# Jeffries Rock
Der Jeffries Rock ist ein Klippenfelsen vor der Georg-V.-Küste im Australischen Antarktis-Territorium. Er gehört zu den Mackellar-Inseln in der Commonwealth-Bucht und liegt westlich des Kap Denison sowie südlich des Castor Rock.
Teilnehmer der Australasiatischen Antarktisexpedition (1911–1914) unter der Leitung des australischen Polarforschers Douglas Mawson entdeckten ihn. Benannt ist er nach einem der Schlittenhunde der Forschungsreise. Dieser wiederum war benannt nach dem US-amerikanischen Boxer James J. Jeffries (1875–1953), unterlegener Gegner von Jack Johnson im „Kampf des Jahrhunderts“ am 4. Juli 1910.